# Reaske, Mașivka
Reaske (în ucraineană Ряське) este o comună în raionul Mașivka, regiunea Poltava, Ucraina, formată numai din satul de reședință.

## Demografie
Componența lingvistică a comunei Reaske
     Ucraineană (95,26%)
     Rusă (2,99%)
     Alte limbi (0,91%)
Conform recensământului din 2001, majoritatea populației comunei Reaske era vorbitoare de ucraineană (95,26%), existând în minoritate și vorbitori de rusă (2,99%).